# Romulea gracillima
Romulea gracillima är en irisväxtart som beskrevs av John Gilbert Baker. Romulea gracillima ingår i släktet Romulea och familjen irisväxter. Inga underarter finns listade i Catalogue of Life.